# 170街車站 (IND匯集線)
170街車站（英語：170th Street station）是紐約地鐵IND匯集線的一個慢車地鐵站，位於布朗克斯高橋介乎東170和東171街的大廣場，設有D線（任何時候停站（繁忙時段的尖峰方向除外））和B線（僅尖峰時段停站）列車服務。

## 車站結構
| G      | 街道層   | 出入口                                                                  |
| 夾層   | 夾層     | 閘機、車站詢問處、Metrocard自動售票機                                   |
| 月台層 | 側式月台 | 側式月台                                                                |
| 月台層 | 北行慢車 | ← 繁忙時段往貝德福德公園林蔭路 (174-175街) ← 往諾伍德-205街 (174-175街) |
| 月台層 | 尖峰快車 | ← 黃昏繁忙時段不停靠 ← 早上繁忙時段不停靠 →                             |
| 月台層 | 南行慢車 | → 繁忙時段往布萊頓海灘 (167街) → → 往康尼島-斯提威爾大道 (167街) →      |
| 月台層 | 側式月台 |                                                                         |

此地下車站在1933年7月1日開放，設有兩個側式月台和三條軌道，中央軌道在繁忙時段的尖峰方向由D線列車使用。
此站以南，有此線以西第四條軌道自止衝擋開始，並在抵達167街之前與南行慢車軌道匯合，用作儲車。

## 外部連結
- nycsubway.org—IND Concourse: 170th Street
- Station Reporter — B Train
- Station Reporter — D Train
- The Subway Nut — 170th Street Pictures（页面存档备份，存于）
- 170th Street entrance from Google Maps Street View（页面存档备份，存于）
- 171st Street entrance from Google Maps Street View（页面存档备份，存于）
- Platforms from Google Maps Street View （页面存档备份，存于）